# Jan Kryštof III. z Puchheimu
Jan Kryštof III. z Puchheimu (německy Hans Christoph III. von Puchheim, v češtině uváděn též Buchheim, 1605 – 1657) byl rakouský šlechtic a císařský polní maršál působící zejména v závěrečné fázi třicetileté války.

## Život

### Mládí
Byl synem Johanna Christopha II von Puchheim zu Krumbach a Evy Susanny von Hofkirchen. Jeho bratrem byl Oberstkamerger Johann Rudolf von Puchheim a lublaňský biskup Otto Friedrich von Puchheim. Působil od roku 1632 jako komoří císařů Ferdinanda II., od roku 1643 pak Ferdinanda III. Od 20. prosince 1643 do 7. července 1653 byl císařským vojenským poradcem.

### Vojenská kariéra
25. července 1638 byl povýšen na generála polního maršála, 28. března 1644 na generálporučíka polního maršála. V této hodnosti se oženil se s hraběnkou Polixenou von Leiningen-Dachsburg.
Jako poručík polní maršál výrazně zasáhl do bojů proti švédským výpadům během třicetileté války. Do bojů se zapojil okolo roku 1638, roku 1639 byl pak u Mělníka Švédy zajat a propuštěn až po několika letech. V roce 1643 pokusil o obléhání Olomouce, operace však byla stejně neúspěšná jako předchozí a pozdější pokusy císařského vojska dobýt zpět pevnost od roku 1642 Švédy kontrolovanou. Na přelomu let 1643 a 1644 se podílel na potlačení Valašského povstání a po bitvě u Vsetína na represích na zdejším evangelickém obyvatelstvu. Téhož roku pak bojoval s uherským povstalým šlechticem Jiřím I. Rákóczim.

### Boje se Švédy
V letech 1645 až 1646 velel císařským jednotkám bojujícím se Švédy v severním Dolním Rakousku. Po ubránění se švédskému útoku na Dunaji roku 1645, pověřil své podřízené velitele Johanna Wilhelma von Hunolstein velením v Mauternu a Annibala Gonzaga jako velitele Vídně, a on spolu s Hunolsteinem převzal úkol znovudobytí pevností Kremže, který byl stále nepřátelský po švédský ústup, v následujícím roce pak pevnost Korneuburg. Válku v Dolních Rakousích, která byla pro kapitulaci Švédů rozhodující, převzal velitel Moravy a úspěšný obránce při obléhání Brna Jean-Louis Raduit de Souches. Kremže se vzdala 4. května 1646, 5. srpna pak padl po dvouměsíčním obléhání také Korneuburg. Roku 1647 měli Puchheim a de Souches přivést švédské pevnosti zpět do týlu hlavní císařské armády, aby se vzdali, zatímco Hunolstein mezitím převzal velení císařské pěchoty pod vrchním velitelem Peterem Melanderem von Holzappel. Hlavním cílem tohoto vojska pak byla blokáda již dva roky Švédy okupované Jihlavy, která začala v červenci, a tříměsíční řádné obléhání, po kterém se město 7. prosince vzdalo.
V roce 1648 měl Puchheim odrazit útoky švédského velitele Arvida Wittenberga ze Slezska. Když malý švédský kontingent pod velením Hansem Christoffa von Königsmarcka napadl Čechy z Horní Falce a dne 26. července bleskově zabral pražskou Malou Stranu, Puchheim se s 2000 jezdci přesunul do středních Čech a podpořil tak obranu Starého a Nového Města při švédském obléhání Prahy, kvůli nedostatku píce pro koně ale musel zanedlouho odtáhnout. V polovině září odcestoval Buchheim do Českých Budějovic, aby odtud odvedl posily ku Praze. Když však byl vzdálen od hlavního voje svých vojsk mezi Hlubokou a Budějovicemi, byl on a někteří jeho důstojníci překvapeni a zajati Wittenbergovým přesilou švédských jezdců. Zbytek vlastních jezdců Puchheimu zachránil Siegmund Myslik von Hirschau, který pak spolu s Martinem Maximiliánem von der Goltzem vedl do Prahy pomocnou armádu, která však kvůli zprávám o podepsání Vestfálském míru a ukončení války již nebyla nasazena. Ten vedl i k propuštění Puchheima a jeho mužů.

### Po válce
Pravděpodobně v roce 1648 byl Puchheim přijat do šlechtické tzv. Ovocné společnosti pod názvem Der Zerbrechende. Žil v zámku Kirchschlag v Bucklige Welt a zůstal činný jako císařský vojenský poradce. V roce 1651 postavil ve vesnici Kirchschlag panský dům a nechal hrad neobydlený.

### Úmrtí
Zemřel roku 1657. Po jeho smrti přešla vláda Kirchschlagu na hraběte Nikolause Pálffyho, který byl schopen prosadit dědické nároky prostřednictvím své matky.